# Білий рояль
«Білий рояль» — радянський комедійний художній фільм 1968 року, знятий на кіностудії «Таджикфільм».

## Сюжет
Музикознавець Алла Сергіївна Арсеньєва одержима ідеєю пошуку музичних артефактів різних епох. Її зусиллями вже були знайдені балалайка Петра I і барабан Чингіз-Хана. Її новим об'єктом для пошуку став унікальний Білий Рояль, що колись належав еміру Бухари. Після революції і громадянської війни сліди унікального інструменту губляться в районі Душанбе, але директор музею Аристарх Платонович не погоджується фінансувати поїздку Алли Сергіївни, і їй доводиться брати відпустку за свій рахунок. Тим часом шуканий інструмент знаходиться в сараї Тихої Розіяхон. Він дістався їй у спадок від матері, а тій, в свою чергу, — від постояльця, який колись жив у цьому домі. За сімейними переказами, цей інструмент потрібно передати в руки справжнього музиканта, але вони не приходять в тихий аул до Тихої Розіяхон, і вона вирішує продати інструмент, щоб здійснити свою давню мрію і придбати білу козу. Так би, можливо, і сталося, але тут в пошуках унікального білого рояля в Душанбе приїжджає музикознавець Алла Арсеньєва і знайомиться з відомим композитором Ю. Ю. Ахмедовим, його юним колегою Шоді, чарівною співачкою Лолою. Після ряду пригод рояль знаходять і благополучно перевозять в музей музичних інструментів.

## У ролях
- Ніна Шацька — Алла Сергіївна Арсеньєва, мистецтвознавець і музикознавець з музею музичних інструментів
- Сталіна Азаматова — Лола, співачка, племінниця Ахмедова
- Фрунзик Мкртчян — Юсуф Юсуфович Ахмедов, композитор, батько дев'яти дочок
- Руслан Ахметов — Шоді, молодий композитор
- Олексій Смирнов — ватажок, бригадир і наставник вантажників «Бюро добрих послуг»
- Расми Джабраїлов — Аристарх Платонович, директор музею музичних інструментів
- Тамара Кокова — Тиха Розіяхон
- Марьям Якубова — Малохат, дружина Ахмедова
- Абдульхайр Касимов — Бобо-Касим
- Акмурад Бяшімов — Алі, вантажник «Бюро добрих послуг»
- Б. Хамідов — Валі
- Т. Залевська — мамаша
- Тетяна Приходько — епізод
- Т. Таїров — епізод
- Махмуд Тахірі — директор Палацу культури
- Марк Рижий — епізод
- Т. Вєрхова — епізод
- Ельвіра Бруновська — епізод
- Сергій Сібель — епізод

## Знімальна група
- Режисер — Мукадас Махмудов
- Сценарист — Тимур Зульфікаров
- Оператор — Ібрагім Барамиков
- Композитор — Олександр Зацепін
- Художник — Хусейн Бакаєв